# Acme (finansbolag)
Acme (eller Acme Associates AB), var ett svenskt finans- och inkassobolag vars konkurs drabbade många privatpersoner då deras insättningar inte skyddades av den svenska insättningsgarantin. Enligt konsumentverket ligger kraven från sparare på cirka 25 miljoner kronor samt cirka 75 miljoner kronor i krav på det Luxemburgbaserade företaget Acme Capital S.A. Anledningen till att insättningsgarantin inte trädde in var att Acme bedrev finansieringsrörelse utan att ha tillstånd från Finansinspektionen.
Marknadsföringen av Acmes produkter sköttes av det Göteborgsbaserade företaget Providentor.